# Montealegre de Campos
Montealegre de Campos é um município da Espanha localizado na província de Valadolide, na comunidade autónoma de Castela e Leão, com uma área de 34 km², com uma população de 148 habitantes (2007) e densidade populacional de 3,97 hab/km².
Pode estar associado à cidade romana de Amalóbriga (em latim: Amallobriga).

## Demografia
| Variação demográfica do município entre 1991 e 2004 | Variação demográfica do município entre 1991 e 2004 | Variação demográfica do município entre 1991 e 2004 | Variação demográfica do município entre 1991 e 2004 |
| --------------------------------------------------- | --------------------------------------------------- | --------------------------------------------------- | --------------------------------------------------- |
| 1991                                                | 1996                                                | 2001                                                | 2004                                                |
| 179                                                 | 175                                                 | 138                                                 | 135                                                 |

## Património
- Castelo de Montealegre de Campos, fortaleza do século XIII, alberga atualmente o Centro de Interpretação da Idade Média e dos Castelos[4]